# Bostankaya, Malazgirt
Bostankaya là một xã thuộc huyện Malazgirt, tỉnh Muş, Thổ Nhĩ Kỳ. Dân số thời điểm năm 2011 là 653 người.